# Tejp
Een tejp (Russisch: тейп; vaak vertaald als 'clan') of tajp (Tsjetsjeens: тайп) is een Tsjetsjeens-Ingoesjetische stam-organisatie bestaande uit stamgemeenschappen die een gemeenschappelijke  zelf-identificatie delen door de afstamming van een gemeenschappelijke voorvader. Er zijn in Tsjetsjenië ongeveer 130 tejps, al wordt door sommigen geclaimd dat er meer dan 300 zijn. Niet alle Tsjetsjenen vallen echter onder een tejp en er zijn ook niet-Tsjetsjeense tejps.
De tejps zijn gegroepeerd onder 9 toekchoems (territoriale eenheden). Leden van een tejp werken vaak samen op economisch gebied en kenden eigen dialecten. Sommige tejps worden door sommigen als toekchoem gezien, zoals de Benoj, die verspreid is over heel Tsjetsjenië en is opgedeeld in 9 gars (clan-takken).
De tejps hebben een Raad voor alle tejps genaamd Mechk-Kchel (Мехк-Кхел), die vroeger de kronieken bewaarde die geheim waren voor buitenstaanders en geschreven waren in het Arabisch. Tijdens de verbanning van de Tsjetsjenen naar Centraal-Azië in 1944, werden veel van deze geschriften vernietigd door sovjet-bestuurders.

## Eigenschappen, rechten en plichten
Tejps waren vroeger van groot belang voor de samenleving van de Tsjetsjenen en zijn dit vaak nog steeds op een groot aantal punten. Hieronder staan een aantal eigenschappen, rechten en plichten die specifiek voor elke clan golden¹.

### Eigenschappen
- een tejp kende gelijke rechten voor alle leden (dit gold alleen voor mannen)
- de tejp-naam is afgeleid van de voorvader
- een tejp bezat een gedefinieerd gebied en een traditionele berg
- een tejp bezat een 'tejp-toren' of een andersoortig gebouw of natuurlijk monument die diende als schuilplaats (bijvoorbeeld een fort, grot of rots)

- een tejp had eigen festiviteiten, gewoontes en tradities
- een tejp had zijn eigen tejp-kerkhof
- tejps waren gewoonlijk gastvrij

### Rechten en plichten
- recht van het verpachten van land van een commune
- recht op eerwraak voor de moord op of belediging van leden van een tejp
- recht op onvoorwaardelijke exogamie
- verkiezing van een eigen hoofdman (door de leden)
- verkiezing van een militair hoofd (bjachi, bjači, бячча) in oorlogstijd
- verkiezing van een Raad van Ouderen zonder eigendomskwalificatie als voorwaarde
- open vergaderingen van de Raad van Ouderen
- gelijke rechten voor alle leden van de Raad van Ouderen
- recht van de tejp om zijn eigen vertegenwoordigers af te zetten
- vertegenwoordiging van vrouwen door mannelijke familieleden
- recht tot het adopteren van mensen van buiten de tejp
- overdracht van eigendom van gestorvenen aan leden van de tejp

¹ Mamakaev, M. A. (1973), Chechenskii taip (rod) v period ego razlozheniia, Grozny:
Izd-vo Ch-I Gos. Universiteit.

## Soorten tejps
Er bestaan twee groepen tejps: die van het laagland en die van het hoogland. Hiernaast wordt er door de Tsjetsjenen zelf onderscheid gemaakt naar gewone 'tejps' en 'niet-pure tejps' (соьли тайпа; soli tajpa). De laatste omvat alle tejps die een niet-Tsjetsjeense voorouder hebben. In het midden van de 19e eeuw waren er ongeveer 135 tejps, waarvan 20 'niet-pure'.
De Tsjetsjeense traditie stelt dat er 20 'pure tejps' zijn, die hun oorsprong hadden in de Nasjcho (of Nochtsjo) regio (vandaar de Tsjetsjeense eigenbenaming: 'Notsjen'), waarvandaan ze zich over het hele Tsjetsjeense grondgebied zouden hebben verspreid. Volgens een Tsjetsjeense legende werden de namen van deze 20 tejps in een koperen voorwerp geschreven en ofwel door 'niet-pure' tejpleden gesmolten of door de legendarische imam Sjamil in het Kezenoimeer gegooid.
Onder de tejps van niet-Tsjesjeense oorsprong bevinden zich vele etniciteiten, zoals joden, kozakken, Georgiërs, Russen, Arabieren, Turken en Indiërs. Een aantal van deze tejps emigreerden later naar andere landen en gebieden. De oorsprong van deze vermenging ligt vaak in gemengde huwelijken tussen Tsjetsjenen en volken die naar het Tsjetsjeense gebied trokken. Hieronder bevonden zich bijvoorbeeld de oudgelovigen.

## Tejps
De onvolledige lijst hieronder geeft per tejp aan onder welke toekchoem deze valt, een korte omschrijving en indien bekend; de relatie van de tejp tot het conflict in Tsjetsjenië en welke bekende personen uit de jaren 90 ertoe behoren.

### Lijst van tejps
- Aleroj (аларой/Алерой) – Nochtsjmachkachoj (Нохчмахкахой) – klein; uit het oostelijke deel; dorp Aleroj in het district Koertsjaloevski. Velen hiervan zijn tegen afscheiding, ondanks het feit dat Aslan Maschadov (de 3e president van de afscheidingsbewegingsstaat Itsjkerië) en Toerpal-Ali Atgeriev (voormalig minister van binnenlandse veiligheid van de afscheidingsbeweging) onder deze tejp vallen.
- Beltagoj (Белг1атой) – Nochtsjmachkachoj – eerder onderdeel van de tejp Beltoj.
- Benoj (Беной) – Nochtsjmachkachoj –waarschijnlijk de grootste van alle tejps (ongeveer 360.000 mensen). Vanwege haar grootte bevat de tejp zowel voorstanders van afscheiding en steuners van de federale Russische overheid. Malik Sajjdoellajev (bekend ondernemer) en Sjamil Basajev maken hier deel van uit.
- Besjni (Бешни) – Terloj/Терлой – tejp uit heuvelachtig gebied in het zuidoosten. Bezit een eigen berg – Besjni-Lam.
- Biltoj (Билтой) – Nochtsjmachkachoj - uit het district Nozjaj-joertovski.
- Varandoj (Варандой) – Sjotoj/Шотой – een van de meest bekende hoogland tejps.
- Gendagenoj (Гендаргеной) – Nochtsjmachkachoj – vanuit het historisch centrum van de Tsjetsjeense Republiek 'Noxchijmoxka' genoemd . Tegenstanders van Dzjochar Doedajev. Dokoe Zavgajev komt hiervandaan.
- Gordaloj (Гордалой) – Nochtsjmachkachoj – voorstander van afscheiding.
- Goenoj (Гуной) – Nochtsjmachkachoj – noordoostelijke tejp, tegen terrorisme en voor vrede met de federale Russische overheid.
- Zoemsoj (Зумсой) – tejp uit het hoogland.
- Zoerzakchoj (Зурзакхой) – wordt beschouwd als een van de meest inheemse tejps.
- Kaloj (Келой) – tejp uit het hoogland. Zelimchan Jandarbijev (2e president van afscheidingsbeweging) behoort hiertoe.
- Marsjaloj (Маршалой)
- Koertsjaloj (Курчалой) – Nochtsjmachkachoj
- Moelkoj (Мулкой) – kleine tejp uit het hoogland (district Sjatoevski).
- Nasjchoj (Нашхой) – etnogenetisch centrum van de middeleeuwse nochtsjimatnens.
- Pesjchoj (Пешхой)
- Rigachoj (Ригахой) – Tsjebarloj (Чебарлой)
- Satoj (Сатой) – aristocratisch, uit Beltoj.
- Turkchoj (Туркхой) – Turksen uit Gasjan-tsjoe (district Vedenski), wonen ook in Rosjni-tsjoe. Tegen Dzjochar Doedajev. Ruslan Labazajev (anti-Basajev) behoort hiertoe.
- Charatsjoj (Харачой) – Nochtsjmachkachoj – wordt beschreven in vroege Russische documenten. Sterke banden met de Russen. Ruslan Chasboelatov (vroegere spreker van de Russische federale Doema ten tijde van beginjaren van Jeltsin) behoort hiertoe.
- Chindchoj (Хиндхой) – klein, wonend in Galantsjozja gebied.
- Tsentoroj (Цонтарой/Центорой) – Nochtsjmachkachoj – een van de grootste, uit het oostelijke deel.
- Tsjanti (Чантий)
- Tsjartoj (Чартой) – Nochtsjmachkachoj – vredezoekers en bemiddelaars.
- Tsjermoj (Чермой) – Nochtsjmachkachoj – vooral wonend in het dorp Mechkety. Bezit een stam-berg genaamd Tsjermoj-lam.
- Tsjinnachoj (Чиннахой)
- Tsjinchoj (Чинхой) – Terloj – voor de Russische federale overheid, Achmad Kadyrov en militieleider Ramzan Kadyrov behoren hiertoe.
- Elistanzjchoj (Элистанжхой) – Nochtsjmachkachoj – uit het dorp Kjattoeni (district Vedenski). Zijn gemigreerd naar Aldy in de buurt van Grozny.
- Enganoj (Энганой) – Nochtsjmachkachoj – woont door heel Tsjetsjenië. Er wordt gedacht dat de islam hier het eerst werd verkondigd.
- Ersenoj (Эрсеной) – Nochtsjmachkachoj – woont in het oostelijke deel in het gebied Nochtsjimokch (district Sjalinski en Goedermesski).
- Jalchoj (Ялхой) – Goedermesski – gedwongen door Maschadov om te verhuizen naar Azerbeidzjan. Volgens inlichtingendiensten gaf deze tejp Maschadov een ultimatum om te capituleren tegen de federale Russische regering.
- Jalchoroj (Ялхорой) – het dorp Jalchoroj is naar deze tejp genoemd. Dzjochar Doedajev (1e president van de afscheidingsbeweging), Sultan Gelischanov (hoofd van het ministerie van Binnenlandse Veiligheid), Zelimchan Jandarbijev en Sjamil Basajev behoren hiertoe.

Tsjinchoj, Gendargenoj, Pechsjoj, Nachsjoj organiseerden zich in  stamvergaderingen en begonnen met onafhankelijkheid (onafhankelijk van zowel de federale Russische regering als van de afscheidingsbeweging van Basajev).

### Tejps en het conflict in Tsjetsjenië
De meeste tejps zijn neutraal binnen het conflict en wensen alleen met rust gelaten te worden en een normaal bestaan op te kunnen bouwen. In tegenstelling tot het begin van de jaren 90, is het idee van een onafhankelijke staat momenteel niet erg populair.